# Démographie de l'Ariège
La démographie de l'Ariège est caractérisée par une très faible densité et une population vieillissante qui stagne en nombre depuis les années 1960. Un net rebond apparaît toutefois en 2000.
Avec ses 155 339 habitants en 2022, le département français de l'Ariège se situe en 96e position sur le plan national.
En six ans, de 2015 à 2021, sa population s'est accrue de près de 2 100 unités, c'est-à-dire de plus ou moins 400 personnes par an. Mais cette variation est différenciée selon les 326 communes que comporte le département.
La densité de population de l'Ariège, 31,8 habitants par kilomètre carré en 2022, est trois fois inférieure à celle de la France entière qui est de 107,1 hab./km2 pour la même année.

Variation de la population par commune entre 2010 et 2015.
aucune donnée
entre -999 et -100 habitants.
entre -99 et -10 habitants.
entre -9 et -1 habitants.
population constante.
entre +1 et +9 habitants.
entre +10 et +99 habitants.
entre +100 et +999 habitants.

## Évolution démographique du département de l'Ariège
Le département a été créé par décret du 4 mars 1790, orthographié initialement Arriège. Il comporte alors trois districts (Saint-Girons, Mirepoix, Tarascon) et 28 cantons. Le premier recensement sera réalisé en 1791 et ce dénombrement, reconduit tous les cinq ans à partir de 1821, permettra de connaître plus précisément l'évolution des territoires.
Avec 253 730 habitants en 1831, le département représente 0,78 % de la population française, qui est alors de 32 569 000 habitants. De 1831 à 1866, il va perdre 3 294 habitants, soit une baisse de -0,4 % moyen par an, inverse du taux d'accroissement national de 0,48 % sur cette même période.
L'évolution démographique entre la Guerre franco-prussienne de 1870 et la Première Guerre mondiale est également négative alors que la population croît au niveau national. Sur cette période, la population perd 47 573 habitants, soit une baisse de -19,32 % alors que la croissance est de 10 % au niveau national. La population poursuit sa baisse de 10,25 % pour la période de l'entre-deux guerres courant de 1921 à 1936 alors qu'elle croit au niveau national de 6,9 % pour la France entière.
Cette baisse va être enrayée après la Seconde Guerre mondiale. Mais alors que les autres départements français connaissent un important essor démographique, la population de l'Ariège va rester stable. Le taux d'accroissement démographique entre 1946 et 2007 n'est que de 1,80 % alors qu'il est de 57 % au niveau national. Un rebond apparaît toutefois sur la période 1999-2007. 
En 2022, le département comptait 155 339 habitants, en évolution de +1,48 % par rapport à 2016 (France hors Mayotte : +2,11 %).
| 1791    | 1801    | 1806    | 1821    | 1826    | 1831    | 1836    | 1841    | 1846    |
| ------- | ------- | ------- | ------- | ------- | ------- | ------- | ------- | ------- |
| 197 889 | 196 454 | 222 827 | 234 878 | 247 932 | 253 730 | 260 536 | 265 607 | 270 535 |

| 1851    | 1856    | 1861    | 1866    | 1872    | 1876    | 1881    | 1886    | 1891    |
| ------- | ------- | ------- | ------- | ------- | ------- | ------- | ------- | ------- |
| 267 435 | 251 318 | 251 850 | 250 436 | 246 298 | 244 795 | 240 601 | 237 619 | 227 491 |

| 1896    | 1901    | 1906    | 1911    | 1921    | 1926    | 1931    | 1936    | 1946    |
| ------- | ------- | ------- | ------- | ------- | ------- | ------- | ------- | ------- |
| 219 641 | 210 527 | 205 684 | 198 725 | 172 851 | 167 498 | 161 265 | 155 134 | 145 956 |

| 1954    | 1962    | 1968    | 1975    | 1982    | 1990    | 1999    | 2006    | 2011    |
| ------- | ------- | ------- | ------- | ------- | ------- | ------- | ------- | ------- |
| 140 010 | 137 192 | 138 478 | 137 857 | 135 725 | 136 455 | 137 205 | 146 289 | 152 286 |

| 2016    | 2021    | 2022    | - | - | - | - | - | - |
| ------- | ------- | ------- | - | - | - | - | - | - |
| 153 067 | 154 596 | 155 339 | - | - | - | - | - | - |

## Population par divisions administratives

### Arrondissements
Le département de l'Ariège comporte trois arrondissements. La population se concentre principalement sur l'arrondissement de Pamiers, qui recense 42 % de la population totale du département en 2022, avec une densité de 62,7 hab./km2, contre 31 % pour l'arrondissement de Foix et 26 % pour celui de Saint-Girons.
| Arrondissement  | Population(2022) | Variation(2022/2016)                       | Superficie(km2) | Densité(hab./km2) |
| --------------- | ---------------- | ------------------------------------------ | --------------- | ----------------- |
| Pamiers         | 66 000           | en évolution de +1,64 % par rapport à 2016 | 1 052,2         | 62,7              |
| Foix            | 48 272           | en évolution de +1,47 % par rapport à 2016 | 1 818,5         | 26,5              |
| Saint-Girons    | 41 067           | en évolution de +1,26 % par rapport à 2016 | 2 019,3         | 20,3              |
| Source : Insee. |                  |                                            |                 |                   |

### Communes de plus de2 000 habitants
Sur les 326 communes que comprend le département de l'Ariège, quatorze ont en 2021 une population municipale supérieure à 2 000 habitants, quatre ont plus de 5 000 habitants et une a plus de 10 000 habitants : Pamiers.
Les évolutions respectives des communes de plus de 2 000 habitants sont présentées dans le tableau ci-après.
| Commune             | Population(2022) | Variation(2022/2016)                       | Superficie(km2) | Densité(hab./km2) |
| ------------------- | ---------------- | ------------------------------------------ | --------------- | ----------------- |
| Pamiers             | 16 512           | en évolution de +5,25 % par rapport à 2016 | 45,85           | 360,1             |
| Foix                | 9 731            | en évolution de +1,23 % par rapport à 2016 | 19,32           | 503,7             |
| Saint-Girons        | 6 129            | en évolution de −3,53 % par rapport à 2016 | 19,13           | 320,4             |
| Lavelanet           | 6 018            | en évolution de −2,38 % par rapport à 2016 | 12,57           | 478,8             |
| Saverdun            | 4 808            | en évolution de +0,75 % par rapport à 2016 | 61,47           | 78,2              |
| Mazères             | 3 866            | en évolution de +0,31 % par rapport à 2016 | 44,04           | 87,8              |
| Varilhes            | 3 491            | en évolution de +3,1 % par rapport à 2016  | 11,76           | 296,9             |
| La Tour-du-Crieu    | 3 268            | en évolution de +3,09 % par rapport à 2016 | 10,28           | 317,9             |
| Mirepoix            | 3 106            | en évolution de −2,66 % par rapport à 2016 | 47,28           | 65,7              |
| Tarascon-sur-Ariège | 3 060            | en évolution de −2,49 % par rapport à 2016 | 8,65            | 353,8             |
| Saint-Jean-du-Falga | 2 864            | en évolution de −2,78 % par rapport à 2016 | 4,03            | 710,7             |
| Laroque-d'Olmes     | 2 414            | en évolution de −1,63 % par rapport à 2016 | 14,36           | 168,1             |
| Lézat-sur-Lèze      | 2 341            | en évolution de +0,91 % par rapport à 2016 | 40,13           | 58,3              |
| Verniolle           | 2 381            | en évolution de +3,07 % par rapport à 2016 | 11,26           | 211,5             |
| Source : Insee.     |                  |                                            |                 |                   |

## Structures des variations de population

### Soldes naturels et migratoires sur la période 1968-2021
La variation moyenne annuelle, négative dans les années 1970, est devenue positive à partir des années 1980, passant de −0,1 à 0,2 %. Le solde naturel annuel qui est la différence entre le nombre de naissances et le nombre de décès enregistrés au cours d'une même année, est resté négatif et stable autour de -0,4 %. La baisse du taux de natalité, qui passe de 11,6 à 8,2 ‰, n'est en fait pas compensée par une baisse similaire du taux de mortalité, qui parallèlement passe de 14,7 à 12,3 ‰.
Le flux migratoire reste positif sur la période courant de 1968 à 2021. Le taux annuel croît, passant de 0,2 à 0,6 %, la plus forte croissance se situant sur la période 1999-2010. Ainsi l'augmentation de population sur ces années 2000 est essentiellement due à un important mouvement d'arrivées nouvelles dans le département. Ce sont principalement des arrivées de couples en provenance de la Haute-Garonne, de la région parisienne et de la région Provence-Alpes-Côte d'Azur.
| Indicateurs démographiques                       | 1968 à1975 | 1975 à1982 | 1982 à1990 | 1990 à1999 | 1999 à2010 | 2010 à2015 | 2015 à2021 |
| ------------------------------------------------ | ---------- | ---------- | ---------- | ---------- | ---------- | ---------- | ---------- |
| Variation annuelle moyenne de la population en % | -0,1       | -0,2       | 0,1        | 0,1        | 0,9        | 0,1        | 0,2        |
| - due au solde naturel en %                      | -0,3       | -0,5       | -0,4       | -0,4       | -0,2       | -0,2       | -0,4       |
| - due au solde apparent des entrées sorties en % | 0,2        | 0,2        | 0,5        | 0,4        | 1,2        | 0,3        | 0,6        |
| Taux de natalité en ‰                            | 11,6       | 9,6        | 9,9        | 9,5        | 9,7        | 9,3        | 8,2        |
| Taux de mortalité en ‰                           | 14,7       | 14,3       | 14,1       | 13,3       | 12,2       | 11,6       | 12,3       |
| Source : Insee.                                  |            |            |            |            |            |            |            |

### Mouvements naturels sur la période 2014-2022
En 2014, 1 364 naissances ont été dénombrées contre 1 776 décès. Le nombre annuel des naissances a diminué depuis cette date, passant à 1 201 en 2022, indépendamment à une augmentation, mais relativement faible, du nombre de décès, avec 2 168 en 2022. Le solde naturel est ainsi négatif et diminue, passant de -412 à -967.
Le graphique qui aurait dû être présenté ici ne peut pas être affiché car il utilise l'ancienne extension Graph, désactivée pour des questions de sécurité. Des indications pour créer un nouveau graphique avec la nouvelle extension Chart sont disponibles ici.

## Densité de population
La densité de population est en stagnation depuis 1968, en cohérence avec la stabilité de la population.
En 2021, la densité était de 31,6 hab./km2.
| 1968 |  | 28.3 |  |

| 1975 |  | 28.2 |  |

| 1982 |  | 27.8 |  |

| 1990 |  | 27.9 |  |

| 1999 |  | 28.1 |  |

| 2010 |  | 31.1 |  |

| 2015 |  | 31.2 |  |

| 2021 |  | 31.6 |  |

## Répartition par sexes et tranches d'âges
La population du département est plus âgée qu'au niveau national.
En 2021, le taux de personnes d'un âge inférieur à 30 ans s'élève à 28,7 %, soit en dessous de la moyenne nationale (35,1 %). À l'inverse, le taux de personnes d'âge supérieur à 60 ans est de 34,4 % la même année, alors qu'il est de 26,6 % au niveau national.
En 2021, le département comptait 75 620 hommes pour 78 976 femmes, soit un taux de 51,09 % de femmes, légèrement inférieur au taux national (51,61 %).
Les pyramides des âges du département et de la France s'établissent comme suit.
| Hommes | Classe d’âge | Femmes |
| ------ | ------------ | ------ |
| 1,1    | 90 ou +      | 2,8    |
| 9,6    | 75-89 ans    | 12,2   |
| 21,5   | 60-74 ans    | 21,5   |
| 20,6   | 45-59 ans    | 20,3   |
| 16,5   | 30-44 ans    | 16,5   |
| 14,9   | 15-29 ans    | 12,3   |
| 15,7   | 0-14 ans     | 14,4   |

| Hommes | Classe d’âge | Femmes |
| ------ | ------------ | ------ |
| 0,7    | 90 ou +      | 1,9    |
| 7,0    | 75-89 ans    | 9,5    |
| 16,6   | 60-74 ans    | 17,5   |
| 20,0   | 45-59 ans    | 19,5   |
| 18,8   | 30-44 ans    | 18,3   |
| 18,3   | 15-29 ans    | 16,7   |
| 18,6   | 0-14 ans     | 16,7   |

## Répartition par catégories socioprofessionnelles
La catégorie socioprofessionnelle des retraités est surreprésentée par rapport au niveau national. Avec 34 % en 2021, elle est 7,2 points au-dessus du taux national (26,8 %). La catégorie socioprofessionnelle des cadres et professions intellectuelles supérieures est quant à elle sous-représentée par rapport au niveau national. Avec 5,1 % en 2021, elle est 5 points en dessous du taux national (10,1 %).
| Catégorie socioprofessionnelle                    | 2015    | 2015 | 2021    | 2021 | Détails de l'année 2021 | Détails de l'année 2021 | Détails de l'année 2021            | Détails de l'année 2021            | Détails de l'année 2021            |
| Catégorie socioprofessionnelle                    | Nb      | %    | Nb      | %    | Hommes                  | Femmes                  | Part en % de la population âgée de | Part en % de la population âgée de | Part en % de la population âgée de |
| Catégorie socioprofessionnelle                    | Nb      | %    | Nb      | %    | Hommes                  | Femmes                  | 15 à 24 ans                        | 25 à 54 ans                        | 55 ans ou +                        |
| ------------------------------------------------- | ------- | ---- | ------- | ---- | ----------------------- | ----------------------- | ---------------------------------- | ---------------------------------- | ---------------------------------- |
| Agriculteurs exploitants                          | 2 377   | 1,9  | 2 278   | 1,7  | 1 568                   | 711                     | 0,3                                | 2,8                                | 1,2                                |
| Artisans, commerçants, chefs d'entreprise         | 5 826   | 4,5  | 6 176   | 4,7  | 4 285                   | 1 892                   | 1,1                                | 8,2                                | 2,6                                |
| Cadres et professions intellectuelles supérieures | 5 653   | 4,4  | 6 691   | 5,1  | 3 666                   | 3 026                   | 0,9                                | 9,1                                | 2,8                                |
| Professions intermédiaires                        | 15 907  | 12,4 | 16 258  | 12,4 | 7 459                   | 8 799                   | 6,1                                | 23,4                               | 4,7                                |
| Employés                                          | 21 415  | 16,7 | 21 812  | 16,6 | 5 881                   | 15 931                  | 21,1                               | 27,7                               | 6,4                                |
| Ouvriers                                          | 15 058  | 11,7 | 14 554  | 11,1 | 12 073                  | 2 481                   | 15,0                               | 18,8                               | 3,8                                |
| Retraités                                         | 43 982  | 34,3 | 44 631  | 34,0 | 21 230                  | 23 401                  | 0,0                                | 0,3                                | 69,4                               |
| Autres personnes sans activité professionnelle    | 17 962  | 14,0 | 19 044  | 14,5 | 7 452                   | 11 592                  | 55,5                               | 9,8                                | 9,1                                |
| Ensemble                                          | 128 180 | 100  | 131 445 | 100  | 63 613                  | 67 832                  | 100                                | 100                                | 100                                |
| Sources : Insee,.                                 |         |      |         |      |                         |                         |                                    |                                    |                                    |